# Centroclisis minor
Centroclisis minor là một loài côn trùng trong họ Myrmeleontidae thuộc bộ Neuroptera. Loài này được Banks in Strong miêu tả năm 1930.